# Mosses
Mosses – miasto w Stanach Zjednoczonych, w stanie Alabama, w hrabstwie Lowndes.